# 밀라 제이
밀라 제이(Mila J, 1983년 11월 18일 ~ )은 미국의 싱어송라이터, 래퍼, 댄서이다.